# 苹果酸
苹果酸，也稱2-羟基丁二酸（英語：Malic acid），是一个二羧酸，化学式为C4H6O5。分子中含有一个不对称碳原子，因此有两种旋光异构体和一种外消旋体。它是三羧酸循环的中间物之一，由反丁烯二酸水合生成，继续氧化得到草酰乙酸。存在于苹果、葡萄、山楂等果实中，苹果酸首先从苹果汁中分离出来，是苹果汁酸味的来源，并因此得名。它也用作食品添加剂。

## 化学性质
保罗·瓦尔登发现构型翻转现象时，使用的化合物是苹果酸。他用三氯化磷在醚中处理(-)-苹果酸，得到了(+)-氯代苹果酸，再用氢氧化银（新制氧化银）处理得到了(+)-苹果酸；同样，他发现用三氯化磷处理(+)-苹果酸也可得到(-)-氯代苹果酸，再用氢氧化银处理得到了(-)-苹果酸。从此他发现了使苹果酸发生构型翻转的实验方法。
与发烟硫酸作用，苹果酸发生自缩合反应得到吡喃酮的衍生物香豆酸：